# 超克
『超克』（ちょうこく）は、BRAHMANの5枚目のフルアルバム。2013年2月20日発売。発売元はトイズファクトリー。

## 解説
BRAHMANのアルバムでは初めてオリジナル曲全曲が日本語タイトル、日本語詞で歌われている。（カバー曲である「Jesus Was a Cross Maker」を除く。）

## 収録曲
1. 初期衝動（しょきしょうどう）
2. 賽の河原（さいのかわら）
3. 今際の際（いまわのきわ）
4. 俤（おもかげ）
5. 露命（ろめい）
6. 空谷の跫音（くうこくのきょうおん）
7. 遠国（おんごく）
8. 警醒（けいせい）
9. 最終章（さいしゅうしょう）
10. Jesus Was a Cross Maker
ジュディ・シルのカバー。
11. 鼎の問（かなえのとい）
12. 霹靂（へきれき）
13. 虚空ヲ掴ム（こくうをつかむ）

全曲作詞：TOSHI-LOW、作曲：BRAHMAN